# سنگ‌نگاره مورتان
سنگ نگاره مورتان مربوط به دوره اشکانیان است و در شهرستان سرباز، بخش مرکزی، دهستان مورتان، ۳ کیلومتری غرب روستای مورتان واقع شده و این اثر در تاریخ ۲۷ اسفند ۱۳۸۶ با شمارهٔ ثبت ۲۲۷۱۱ به‌عنوان یکی از آثار ملی ایران به ثبت رسیده است.